# جهانغيري العلياء (بوزي)
جهانغيري العلياء (بالفارسية: جهانگیری علیا) هي منطقة سكنية تقع في إيران في قسم بوزي الريفي. يقدر عدد سكانها بـ 125 نسمة بحسب إحصاء 2016.